# Tamileela Makkal Viduthalai Puligal
Tamileela Makkal Viduthalai Puligal, TMVP är ett tamilskt politiskt parti och en väpnad milisgrupp i Sri Lanka. Gruppen bildades 2004 som en utbrytarfraktion ur gerillarörelsen LTTE, de tamilska tigrarna, av Vinayagamoorthi Muralitharan, mer känd som Karuna eller Colonel Karuna, som tidigare var LTTE:s högsta befälhavare i östra Sri Lanka. Gruppen kallas vanligtvis endast Karuna-gruppen eller Karunas fraktion. 
Gruppen är i öppen konflikt med LTTE, som anklagar Karuna och hans anhängare för att samarbeta med de lankesiska regeringsstyrkorna. LTTE hävdar även att Karunas fraktion beskyddas och beväpnas av regeringsstyrkorna.
Karunas fraktion anklagas av FN för att rekrytera barnsoldater, och enligt FN:s särskilde rådgivare till FN:s representant för barn och väpnade konflikter, Allan Rock, har regeringens styrkor assisterat Karunas fraktion vid tvångsrekrytering av barn. 
Enligt Karuna Amman kommer TMVP att ställa upp i val på provins- och riksnivå i framtiden. 